# Ходж, Лесли
Лесли Ходж (англ. Leslie Hodge; 1914, Албани, Австралия — 6 декабря 1988) — американский дирижёр австралийского происхождения.

## Биография
С четырёхлетнего возраста начал учиться игре на фортепиано, в 11 лет впервые выступил с концертом. Окончив отделение музыки Мельбурнского университета, в 1935 году переехал в США. Работал ассистентом дирижёра в Сан-Франциско, в частности, в 1938 году исполнил в Сан-Франциско Первую симфонию Дмитрия Шостаковича. 
В 1938—1939 годах руководил недолгое время проработавшим в Портленде симфоническим оркестром. С началом Второй мировой войны поступил моряком в Военно-морской флот США, участвовал в высадке союзников в Италии.
После демобилизации в 1945—1950 годах возглавлял Гвадалахарский симфонический оркестр, затем на протяжении одного сезона руководил оркестром в Сан-Диего. В 1952—1959 годах был главным дирижёром Финиксского симфонического оркестра. В дальнейшем выступал, главным образом, как приглашённый дирижёр, в том числе в Европе.
Погиб в автокатастрофе.